# Jenikale

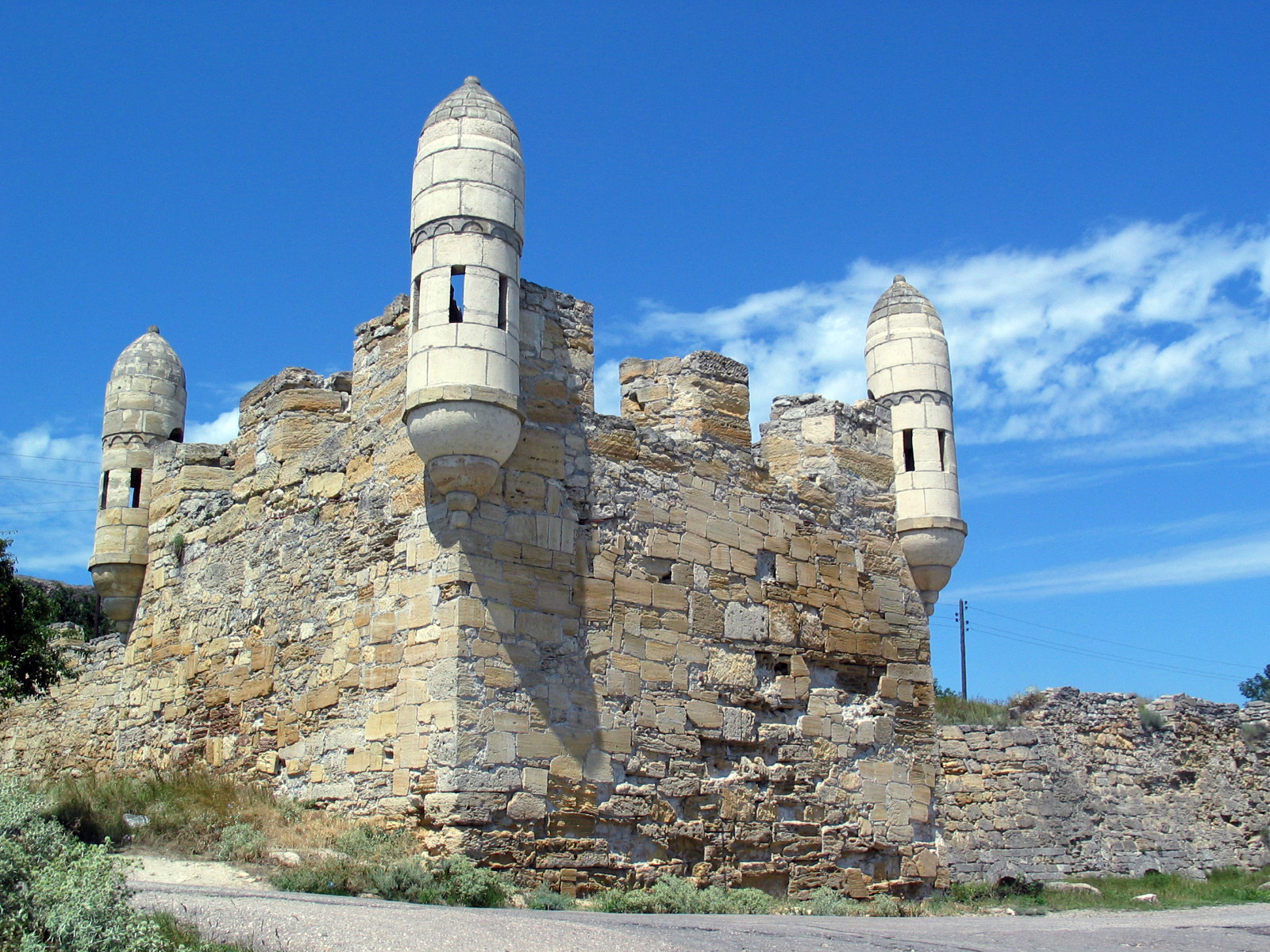
Sydvästra tornet

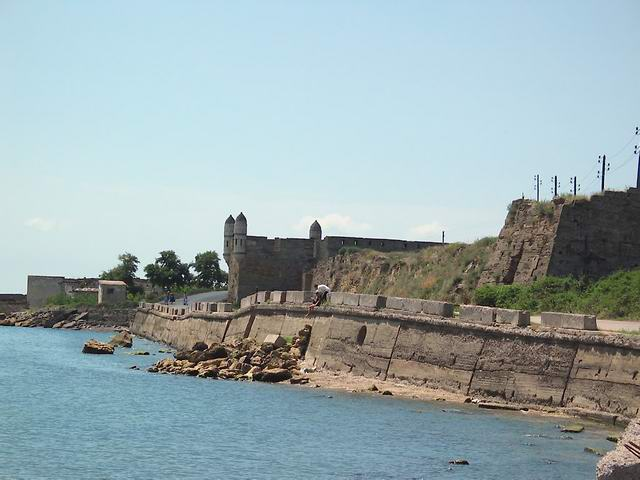
Östsidan

Jenikale (ryska: Еникале; ukrainska: Єнікале; turkiska och krimtatariska: Yenikale) är en fästning i nordöstra utkanten av staden Kertj vid Kertjsundet på östligaste Krim.
Fästningen byggdes i Krimkhanatet på osmansk order som försvar mot Tsarryssland. Den uppfördes mellan 1699 och 1706 under ledning av Goloppo, en italienare som konverterat till islam; även flera franska ingenjörer deltog i bygget. Namnet Yenikale betyder "ny fästning" på turkiska (kale av arabiska qala).
Jenikale var befäst med betydande kanoner och intog en viktig strategisk plats mellan Svarta havet och Azovska sjön, på Kertjsundets västra strand nära Azovska sjöns inlopp i norr. Fortet är till formen en oregelbunden femhörning och upptar en yta på 25 000 m², uppdelad i flera lager till följd av berggrundens skarpa höjdskillnader. I de fem hörnen fanns bastioner, vilka kunde motstå lång belägring och svår artillerield. Det omges av vallgrav på tre sidor (endast kustsidan har inte vallgrav). Fortet hade som mest två krutmagasin, arsenal, en vattenreservoar, bostadshus, badhus och en moské. Omkring 800 osmanska och 300 krimtatariska soldater utgjorde fästningens garnison, under befäl av en pascha som residerade i fortet. Avsaknaden av naturlig tillgång till dricksvatten var en svag punkt i försvaret, och vatten fick ledas genom ett underjordiskt rör från flera kilometer därifrån. 
På sommaren 1771 invaderade den ryska armén Krim under det fjärde rysk-turkiska kriget. Osmanerna övergav Jenikale och i freden i Kutschuk-Kainardji år 1774 tillföll staden Kertj och fästningen Ryssland. På slutet av 1700-talet förlorade dock fortet sin militära betydelse. År 1835 gjordes fortet om till militärsjukhus. Under Krimkriget reparerades det och utrustades med kustartilleri. Den 12 maj 1855 kom Jenikale i strid med en brittisk flottskvadron som kommit in i Kertjsundet. Kanonerna hade dock för kort räckvidd, varför den ryske befälhavaren beslutade förnagla kanonerna och spränga krutförrådet för att överge fortet. År 1880 upphörde militärsjukhuset och fortet övergavs helt. Det har sedan dess långsamt förfallit.
Under 1900-talet återfick myndigheterna intresse för Jenikale och lät reparera fortet och förklara det ett skyddat arkitektoniskt monument. I dag är det en av de viktigaste turistorterna på Krim. Det omgivande distriktet i Kertj är uppkallat efter fortet.